# ドラゴンクエストVIII 空と海と大地と呪われし姫君 ORIGINAL SOUNDTRACK
『ドラゴンクエストVIII 空と海と大地と呪われし姫君 ORIGINAL SOUNDTRACK』（ドラゴンクエストエイト そらとうみとだいちとのろわれしひめぎみ オリジナル サウンドトラック）は、日本の作曲家であるすぎやまこういちによるPlayStation 2用ロールプレイングゲーム『ドラゴンクエストVIII 空と海と大地と呪われし姫君』（2004年）のサウンドトラック。
2004年12月22日にアニプレックスのSUGIレーベルからリリースされ、プロデューサーはすぎやまの妻で、所属事務所「スギヤマ工房」の代表取締役を務めている椙山之子とアニプレックスの佐野総一郎がそれぞれ担当した。

## 構成
スクウェア・エニックスよりリリースされているコンピュータRPG『ドラゴンクエストシリーズ』の第8作『ドラゴンクエストVIII 空と海と大地と呪われし姫君』（2004年）のサウンドトラックとして発表され、シリーズのサウンドトラックとしては初となる、収録曲すべてがゲーム音源による作品であり、交響組曲は1曲も収録されていない。
収録内容は、ゲーム音源とレベルアップやセーブ音などのME集の2部構成となっている。

## ディスクジャケット
ディスクジャケットは、『ドラゴンクエストVIII 空と海と大地と呪われし姫君』のパッケージイラストを、CDジャケットに変更したものとなっている。

## リリース
2004年12月22日にアニプレックスのSUGIレーベルからCD2枚組でリリースされた。初回生産限定仕様として、特製BOXにスーパーピクチャーレーベルとなっており、抽選で「すぎやまこういちサイン入り特製スライム」がプレゼントされる応募用紙が封入されている。
2009年10月7日にキングレコードのSUGIレーベルから、2004年盤と同内容のCDが再リリースされたが、ME集のタイトルが一部変更されている。

## チャート成績
本作は、オリコンのアルバムチャートにおいて最高第39位を獲得し、登場週数は8回となった。

## 収録曲
| 全作曲: すぎやまこういち。 |                          |       |                  |      |
| #                          | タイトル                 | 作詞  | 作曲・編曲       | 時間 |
| 1.                         | 「序曲」                 |       | すぎやまこういち | 1:52 |
| 2.                         | 「インテルメッツォ」     |       | すぎやまこういち | 1:04 |
| 3.                         | 「馬車を曳いて」         |       | すぎやまこういち | 2:01 |
| 4.                         | 「穏やかな街並み」       |       | すぎやまこういち | 2:00 |
| 5.                         | 「酒場でブギウギ」       |       | すぎやまこういち | 1:27 |
| 6.                         | 「穏やかな街並み(夜)」   |       | すぎやまこういち | 2:27 |
| 7.                         | 「広い世界へ」           |       | すぎやまこういち | 4:28 |
| 8.                         | 「雄叫びをあげて」       |       | すぎやまこういち | 1:48 |
| 9.                         | 「ひんやりと暗い道」     |       | すぎやまこういち | 1:04 |
| 10.                        | 「暗い道の奥で」         |       | すぎやまこういち | 1:14 |
| 11.                        | 「静かな村」             |       | すぎやまこういち | 1:24 |
| 12.                        | 「それ行けトーポ」       |       | すぎやまこういち | 1:23 |
| 13.                        | 「賛美歌に癒されて」     |       | すぎやまこういち | 2:18 |
| 14.                        | 「静かな村(夜)」         |       | すぎやまこういち | 1:30 |
| 15.                        | 「神秘なる塔」           |       | すぎやまこういち | 6:44 |
| 16.                        | 「この想いを…」          |       | すぎやまこういち | 3:12 |
| 17.                        | 「難関を突破せよ」       |       | すぎやまこういち | 2:33 |
| 18.                        | 「そうだあの時は…」      |       | すぎやまこういち | 2:59 |
| 19.                        | 「修道僧の決意」         |       | すぎやまこういち | 2:49 |
| 20.                        | 「急げ!ピンチだ」        |       | すぎやまこういち | 2:37 |
| 21.                        | 「忍び寄る影」           |       | すぎやまこういち | 3:00 |
| 22.                        | 「つらい時を乗り越えて」 |       | すぎやまこういち | 4:07 |
| 23.                        | 「海の記憶(ソプラノ)」   |       | すぎやまこういち | 2:48 |
| 合計時間:                  | 合計時間:                | 56:49 |                  |      |

| 全作曲: すぎやまこういち。 |                                  |       |                  |      |
| #                          | タイトル                         | 作詞  | 作曲・編曲       | 時間 |
| 1.                         | 「城の威容〜王宮のガヴォット」   |       | すぎやまこういち | 2:41 |
| 2.                         | 「王宮のガヴォット(夜)」         |       | すぎやまこういち | 2:25 |
| 3.                         | 「詩人の世界」                   |       | すぎやまこういち | 2:07 |
| 4.                         | 「海の記憶」                     |       | すぎやまこういち | 2:48 |
| 5.                         | 「錬金がま」                     |       | すぎやまこういち | 1:18 |
| 6.                         | 「対話」                         |       | すぎやまこういち | 2:43 |
| 7.                         | 「楽しいカジノ」                 |       | すぎやまこういち | 3:08 |
| 8.                         | 「闇の遺跡」                     |       | すぎやまこういち | 4:02 |
| 9.                         | 「大平原のマーチ」               |       | すぎやまこういち | 2:26 |
| 10.                        | 「大聖堂のある街」               |       | すぎやまこういち | 3:18 |
| 11.                        | 「終末へ向かう」                 |       | すぎやまこういち | 5:28 |
| 12.                        | 「ドルマゲス」                   |       | すぎやまこういち | 5:01 |
| 13.                        | 「おおぞらをとぶ」               |       | すぎやまこういち | 3:20 |
| 14.                        | 「おおぞらに戦う」               |       | すぎやまこういち | 4:33 |
| 15.                        | 「この想いをハープにのせて」     |       | すぎやまこういち | 2:42 |
| 16.                        | 「大聖堂のある街〜空と海と大地」 |       | すぎやまこういち | 8:00 |
| 17.                        | 「レベルアップ」(ME集)           |       | すぎやまこういち | 0:05 |
| 18.                        | 「宿屋」(ME集)                   |       | すぎやまこういち | 0:05 |
| 19.                        | 「戦闘勝利」(ME集)               |       | すぎやまこういち | 0:04 |
| 20.                        | 「仲間」(ME集)                   |       | すぎやまこういち | 0:11 |
| 21.                        | 「アイテム発見」(ME集)           |       | すぎやまこういち | 0:05 |
| 22.                        | 「全滅」(ME集)                   |       | すぎやまこういち | 0:08 |
| 23.                        | 「ファンファーレ小」(ME集)       |       | すぎやまこういち | 0:04 |
| 24.                        | 「ファンファーレ中」(ME集)       |       | すぎやまこういち | 0:10 |
| 25.                        | 「ファンファーレ大」(ME集)       |       | すぎやまこういち | 0:20 |
| 26.                        | 「教会」(ME集)                   |       | すぎやまこういち | 0:08 |
| 27.                        | 「セーブ」(ME集)                 |       | すぎやまこういち | 0:08 |
| 28.                        | 「呪い」(ME集)                   |       | すぎやまこういち | 0:06 |
| 29.                        | 「魔物出現!!」(ME集)             |       | すぎやまこういち | 0:05 |
| 30.                        | 「ハープME1」(ME集)              |       | すぎやまこういち | 0:17 |
| 31.                        | 「ハープME2」(ME集)              |       | すぎやまこういち | 0:04 |
| 32.                        | 「ワシの歌を聴け」(ME集)         |       | すぎやまこういち | 0:08 |
| 33.                        | 「リサイタル」(ME集)             |       | すぎやまこういち | 0:13 |
| 34.                        | 「リンリン特技1」(ME集)          |       | すぎやまこういち | 0:05 |
| 35.                        | 「リンリン特技2」(ME集)          |       | すぎやまこういち | 0:05 |
| 36.                        | 「リンリン特技3」(ME集)          |       | すぎやまこういち | 0:06 |
| 37.                        | 「リンリン特技4」(ME集)          |       | すぎやまこういち | 0:05 |
| 38.                        | 「リンリン特技5」(ME集)          |       | すぎやまこういち | 0:06 |
| 39.                        | 「やまびこの笛1」(ME集)          |       | すぎやまこういち | 0:15 |
| 40.                        | 「やまびこの笛2」(ME集)          |       | すぎやまこういち | 0:06 |
| 合計時間:                  | 合計時間:                        | 59:09 |                  |      |

## クレジット
| 企画・監修                                              |
| ------------------------------------------------------- |
| すぎやまこういち                                        |
| プロデューサー                                          |
| - 椙山之子 (スギヤマ工房) - 佐野総一郎 (アニプレックス) |
| ディレクター                                            |
| すぎやまこういち                                        |
| ミュージック・プログラマー                              |
| - 宮永英典 (トーセ) - 高木了慧                          |
| マスタリング・エンジニア                                |
| 鈴江真知子 (ソニー・ミュージックコミュニケーションズ)   |
| CDパッケージアートディレクター                          |
| 川口繁治郎 (リバーズ・モア)                             |
| CDパッケージデザイナー                                  |
| 中嶋克安 (リバーズ・モア)                               |
| スペシャル・サンクス                                    |
| - 堀井雄二 - 三宅有 (スクウェア・エニックス)            |
| ベリー・スペシャル・サンクス                            |
| (株)スクウェア・エニックス                              |
|                                                         |
| 作曲                                                    |
| すぎやまこういち                                        |

## リリース日一覧
| No. | リリース日     | レーベル                      | 規格 | 規格品番     | 最高順位 | 備考                                                               | 出典  |
| --- | -------------- | ----------------------------- | ---- | ------------ | -------- | ------------------------------------------------------------------ | ----- |
| 1   | 2004年12月22日 | アニプレックス / SUGIレーベル | CD   | ASVWC-7228/9 | 39位     | - 2枚組 - 初回生産限定仕様: - 特製BOX - スーパーピクチャーレーベル | [ 4 ] |
| 2   | 2009年10月7日  | キングレコード / SUGIレーベル | CD   | KICA-146/3   |          | - 再発盤 - 2枚組                                                   | [ 5 ] |